# Alex Kaufman
Alex B. Kaufman (ou Alex Kaufman), originaire de Sandy Springs (en Géorgie) est un avocat et une personnalité politique de Roswell en États-Unis.

En 2020 il faisait partie des associés d’un grand cabinet d'avocats national (Fox Rothschild, LLP) dont il a démissionné en janvier 2021 à la suite de son implication dans le Scandale Trump-Raffensperger. A. Kaufman ne s'y est pas exprimé, mais il était présent, avec trois autres avocats (Cleta Mitchell, Rudy Giuliani et Kurt Hilbert), le 2 janvier 2021 lors de la conférence téléphonique durant laquelle Donald Trump et son équipe ont tenté de faire pression sur l'État de Géorgie pour fausser les résultats du vote de l'élection présidentielle américaine de 2020, au profit de Donald Trump et au détriment de Joe Biden,,, Hilbert était présent lors de l'appel téléphonique entre Trump et le secrétaire d'État de Géorgie Brad Raffensperger,,).

## Opinions
En 2019, selon l’organisme qu’il a créé pour soutenir financièrement sa candidature aux élections locales (Friends of Alex Kaufman, Inc.), il est un « fervent partisan de l'égalité des droits pour les femmes et de l'égalité de rémunération pour un travail égal » ; il est aussi partisan des anciens combattants qu’il a « représentés gratuitement afin qu'ils obtiennent leurs avantages ».
Il participe activement au programme Honor Air du Rotary Club (consistant à transporter des anciens combattants à Washington D.C. pour leur permettre de visiter les monuments aux morts et reconnaître les services qu'ils ont rendu au pays).

## Carrière
Selon son profil d'avocat (tel que consulté début 2021) ses domaines de travail sont : 
- le contentieux des affaires (30 %) ;
- le contentieux général (20 %) ;
- le lobbying politique (relations avec le gouvernement) (10 %) ;
- le contentieux successoral et fiduciaire (10 %) ;
- le contentieux du travail: comme défenseur (10 %) ;
- le contentieux du travail: comme demandeur (10 %) ;
- les relations entre entreprises (10 %).

## Formation
En 2006 il passe son baccalauréat ès arts au Hamilton College (université privée située dans la petite ville de Clinton dans l'État de New York).
En 2007 il entame des études de droit lors desquelles il recevra un prix pour son travail (programme Pro Bono) ; il est intronisé dans l'Ordre des Avocats d’Emory. Il participe à des plaidoiries d'arbitrage d’affaires commerciales, parfois internationales. Il est autorisé à pratiquer (en vertu de la loi américaine permettant une pratique en troisième année d'étude) et travaille alors pour le bureau du procureur du Comté de Cobb. Il parle anglais et espagnol.
En 2009 il obtient un doctorat en droit de la faculté de droit de l'Université Emory (Université privée située à Atlanta). Il est autorisé à pratiquer le droit en Géorgie, à Washington, D.C., à New York, en Arizona et dans le Massachusetts.

## Carrière

### Carrière d'avocat
Alex Kaufman a travaillé pour : 
- le Gouverneur Sonny Perdue (au Bureau du conseiller juridique exécutif) ;
- la Division d'appel et de première instance du bureau du procureur du comté de Cobb ;
- le Département d'État des États-Unis (l'équivalent du ministère des Affaires étrangères des autres pays), au Bureau du chef du protocole, au sein la Division des affaires diplomatiques.
- la « Cour supérieure » du comté de Fulton, pour le juge Craig L. Schwall, Sr., Clerkship

le Congrès américain (et plus précisément pour le Comité de la magistrature, « Sous-comité sur le crime, le terrorisme et la sécurité intérieure »)

### Carrière politique
En 2019, il s'est présenté comme candidat du parti républicain de Donald Trump aux élections pour la Législature d'État des États-Unis (non élu).
Alex Kaufman s'est impliqué dans la politique aux niveaux local et géorgien, dont en entrant dans le groupe de lobbying « Leadership républicain pour la Géorgie » (Republican Leadership for Georgia, un comité dont le budget a fortement augmenté entre 2012 et 2018 selon The Center for Responsive Politics).
Il est également membre de l'Association nationale des avocats républicains (Republican National Lawyers Association)
Il est membre du Parti républicain du comté de Fulton, président du District congressionnel
State of Georgia GOP’s 6th Congressional District, General Counsel and Vice Chairman
Il est avocat général et vice-président du 6e District congressionnel républicain (GOP) de l'État de Géorgie
- Impliqué dans l’Institut de leadership politique du Parti des conservateurs (Leadership Institute)

En outre, Alex Kaufman a été président et président de la STAR House Foundation et délégué à la Convention républicaine de Géorgie, 1er vice-président du 6e district républicain du Congrès et son avocat général. M. Kaufman a siégé au Westminster Schools Young Alumni Council et au Roswell Arts Fund et est actuellement membre actif du conseil d'administration du Roswell Rotary Club et de la Star House Foundation. M. Kaufman a enseigné les techniques de litige en tant que membre de la faculté du programme de techniques de procès d'Emory Law et en tant que coach de procès simulé de l'école supérieure des écoles de Westminste.

### Activités associatives
- Alex Kaufman est membre de l'association professionnelle nationale American Bar Association[8] ;
- Localement, il est membre du conseil d’administration du Rotary Club de Roswell ; membre du « Roswell Economic Development & Tourism », membre du Conseil d'administration de Roswell Inc. ; et membre (en 2020/2021) du Conseil d’administration de la « Star House Foundation » de Roswell, une association qui, dans le comté de North Fulton, aide les élèves du primaire pauvres ou en difficulté, en leur fournissant un tutorat/mentorat (cours du soir) et la possibilité de s'inscrire dans un camp d’été[10] (il a été président de l'association en 2019)[8].

Alex Kaufman a été évalué par des pairs comme Avocat important AV Preeminent selon Martindale-Hubbell.

## Implication dans lescandale électoral Trump-Raffensperger(janvier 2021)
Lors de la réunion téléphonique qui a été à l'origine de ce scandale, d'après l'enregistrement sonore de cette réunion, Donald Trump était alors entouré de son chef de cabinet Mark Meadows, de son conseiller au Commerce Peter Navarro, et de plusieurs juristes : un membre du ministère de la Justice (John Lott Jr.), un professeur de droit (John Eastman) et d'au moins quatre avocats : Rudy Giuliani, Cleta Mitchell, Kurt Hilbert et un certain « Alex » (dont seul le prénom a été prononcé). La presse révèlera plus tard qu'il s'agissait d'Alex B. Kaufman.